# Legionowo
Legionowo ist eine Stadt in Polen in der Woiwodschaft Masowien.

## Geografie
Die Stadt liegt etwa 23 Kilometer nordwestlich von Warschau.

## Geschichte
Die Geschichte der Stadt reicht nicht weit in die Vergangenheit zurück. 1877 wurde die Eisenbahnstation „Jabłonna“ errichtet, was der Beginn der Besiedlung der Gegend war. Die Station wurde für den Bau der Eisenbahnstrecke errichtet, die unter anderem den Weizentransport an die Ostseehäfen gewährleisten sollte. Der Name der Siedlung war zu Beginn Gucin, was auf den Grafen August Potocki zurückgeht. 1885 gab es in der Siedlung gerade mal fünf hölzerne Villen. Eine wesentliche Entwicklung der Stadt begann 1892, als eine russische Garnison errichtet wurde, Russland dem Grafen einen Teil des Gebietes abkaufte und Kasernengebäude errichten ließ. 1897 wurde eine Glashütte, vor allem für die Produktion von Bierflaschen, errichtet, was ein weiterer wichtiger Faktor für die Entwicklung der Stadt war. 1899 waren in der Garnison 4000 Soldaten stationiert. Zu Beginn des 20. Jahrhunderts lebten in dem Ort etwa 60 Menschen. Aufgrund der rasanten Entwicklung des Ortes erhielt die Stadt am 17. März 1930 vom Minister für Inneres in Absprache mit dem Finanzminister den Status einer Landgemeinde mit dem Finanzrecht einer Stadt. In den 1930er Jahren gab es in der Stadt eine Post, vier allgemeinbildende Schulen, eine Handelsschule und ein staatliches Institut für Meteorologie. Mit der Wiederherstellung der Unabhängigkeit Polens nach dem Ersten Weltkrieg wurde auch die Garnison von polnischen Soldaten genutzt. Das 1. und 2. Regiment der Infanterie der „Polnischen Legion“ waren die neuen Bewohner der Kasernen. Nach dem Polnisch-Sowjetischen Krieg war in der Kaserne unter anderem ein Ballon-Bataillon stationiert. Am 13. September 1939 erreichten die ersten Soldaten der deutschen Wehrmacht den Ort. Am 28. Oktober 1944 nahm die Rote Armee den Ort ein. Am 3. Mai 1952 erhielt Legionowo das Stadtrecht.
Von 1975 bis 1998 gehörte die Gemeinde zur Woiwodschaft Warschau.

## Einwohnerentwicklung

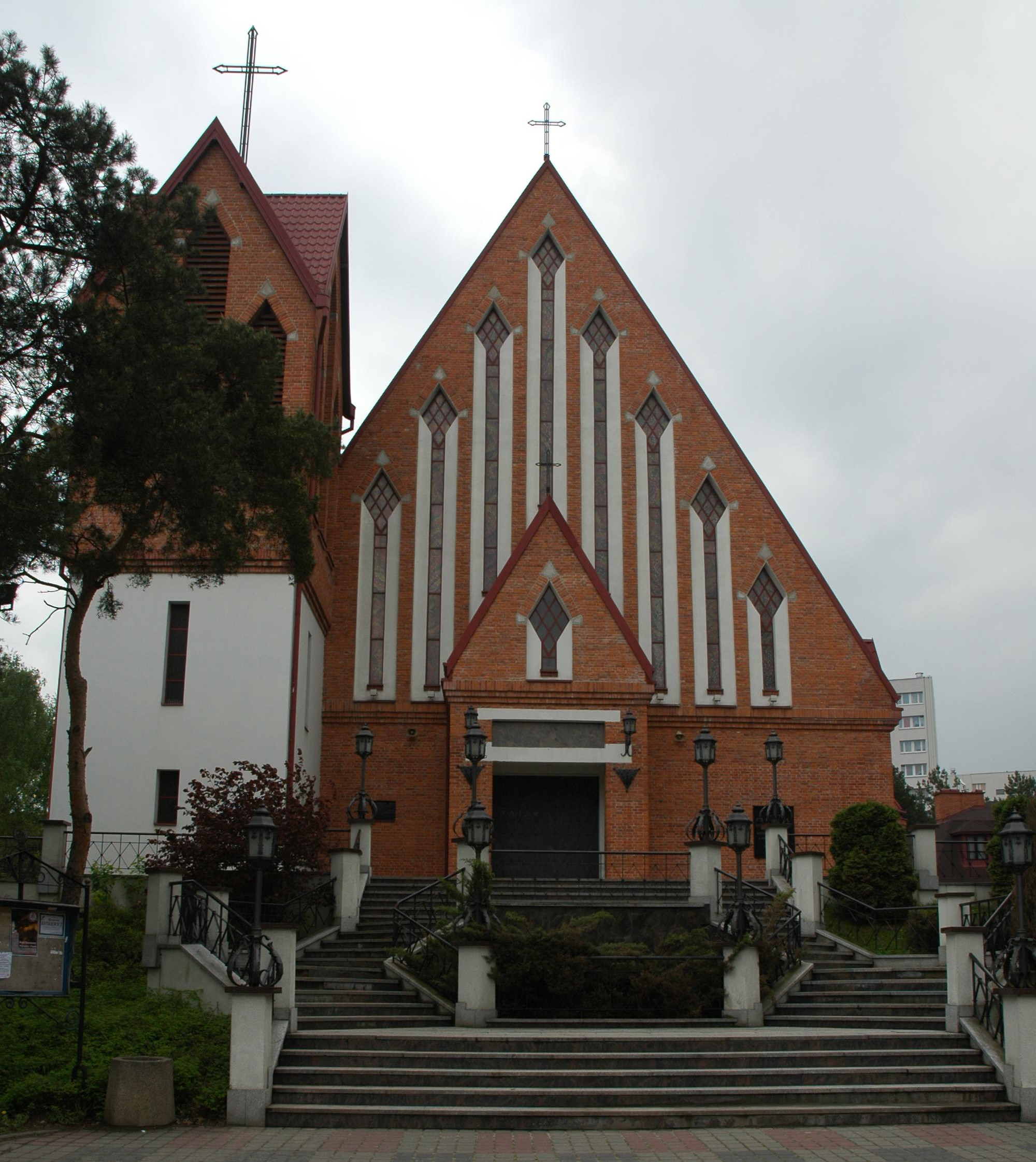
Heiligblutkirche in Legionowo

| Jahr          | 1925 | 1931  | 1944  | 1975   | 1980   | 2000   |
| Einwohnerzahl | 658  | 8.856 | 9.860 | 21.800 | 40.000 | 51.650 |

## Verkehr
Im Bahnhof Legionowo zweigt die Bahnstrecke Legionowo–Tłuszcz von der Bahnstrecke Warszawa–Gdańsk ab.

## Politik

### Stadtpräsident
An der Spitze der Stadtverwaltung steht der Stadtpräsident. Von 2002 bis 2024 ist dies Roman Smogorzewski, der lange der PO angehörte, aber für sein eigenes Wahlkomitee antrat. Kurz vor der Wahl 2018 trat er aus der PO aus, nachdem er sich sexistisch geäußert hatte. Später kehrte er in die PO zurück. Die turnusmäßige Wahl im April 2024 führte zu folgenden Ergebnis:
- Roman Smogorzewski (Wahlkomitee L„okale Verwaltungsgemeinschaft“) 42,0 % der Stimmen
- Bogdan Kiełbasiński (Trzecia Droga) 22,9 % der Stimmen
- Andrzej Kalinowski (Prawo i Sprawiedliwość) 21,3 % der Stimmen
- Ewa Milner-Kochańska (Wahlkomitee Ewa Milner-Kochańska) 13,8 % der Stimmen

In der damit notwendige Stichwahl wurde Kiełbasiński, der im ersten Wahlgang noch fast zwanzig Prozentpunkte hinter Amtsinhaber Smogorzewski zurückgelegen hatte, mit 51,9 % der Stimmen zum neuen Stadtpräsidenten gewählt.
Die turnusmäßige Wahl im Oktober 2018 führte zu folgenden Ergebnis:
- Roman Smogorzewski (Wahlkomitee „Lokale Verwaltungsgemeinschaft“) 56,8 % der Stimmen
- Andrzej Kalinowski (Prawo i Sprawiedliwość) 23,4 % der Stimmen
- Bogdan Kiełbasiński (Wahlkomitee „Unsere Stadt – Unsere Angelegenheiten“) 16,5 % der Stimmen
- Andrzej Łyszkowski (Kukiz’15) 3,3 % der Stimmen

Damit wurde Smogorzewski bereits im ersten Wahlgang erneut zum Stadtpräsidenten gewählt.

### Stadtrat
Der Stadtrat umfasst 21 Mitglieder (bis 2024: 23), die direkt gewählt werden. Die Wahl im April 2024 führte zu folgendem Ergebnis:
- Koalicja Obywatelska (KO) 32,0 % der Stimmen, 8 Sitze
- Prawo i Sprawiedliwość (PiS) 27,0 % der Stimmen, 7 Sitze
- Wahlkomitee „Lokale Verwaltungsgemeinschaft“ 22,2 % der Stimmen, 4 Sitze
- Trzecia Droga (TD) 15,8 % der Stimmen, 2 Sitze
- Wahlkomitee Ewa Milner-Kochańska 3,0 % der Stimmen, kein Sitz

Die Wahl im Oktober 2018 führte zu folgendem Ergebnis:
- Wahlkomitee „Lokale Verwaltungsgemeinschaft“ 27,2 % der Stimmen, 7 Sitze
- Prawo i Sprawiedliwość (PiS) 25,1 % der Stimmen, 7 Sitze
- Koalicja Obywatelska (KO) 22,6 % der Stimmen, 7 Sitze
- Wahlkomitee „Unsere Stadt – Unsere Angelegenheiten“ 11,9 % der Stimmen, 2 Sitze
- Wahlkomitee der Einwohner 10,2 % der Stimmen, kein Sitz
- Kukiz’15 3,1 % der Stimmen, kein Sitz

### Wappen
Das heutige Wappen wurde auf einer Sitzung des Stadtrates am 22. November 2000 verabschiedet. Der stilisierte gekrönte Adler im Zentrum des Wappens soll an die Zeit des Erhaltes des Namens der Stadt erinnern. 1919 mit der Wiederauferstehung des polnischen Staates erhielt die Kaserne den Namen Legionowo. Der Adler soll an die militärischen Wurzeln des Ortes erinnern. Das Kreuz unterhalb des Adlers bezieht sich auf das Wappen von Pilawa.

### Städtepartnerschaften
- Kowel, Ukraine
- Sewliewo, Bulgarien
- Rschew, Russland
- Jiujiang, Volksrepublik China

## Söhne und Töchter der Stadt
- Wojciech Lemański (* 1960), polnischer Geistlicher und Kritiker der katholischen Kirche
- Zenon Hanas (* 1963), polnischer Pallottiner
- Mariusz Błaszczak (* 1969), polnischer Politiker, Innen- und Verteidigungsminister
- Jarosław Fojut (* 1987), polnischer Fußballer